# 冠州
冠州，元朝时设置的州。
至元六年（1269年）升冠氏县置，治所在今山东省冠县。辖境相当今山东省冠县。直隶中书省。明朝洪武三年（1370年），降为冠县。 